# Радибошки манастир
Радибошкият манастир „Света Троица“ е недействащ средновековен православен манастир на Българската православна църква, Софийска епархия, Радомирска духовна околия.
Разположен е на един от южните склонове на планината Черна гора, на около 3 км югоизточно от центъра на село Радибош, община Радомир, област Перник, и наред с Църногорския (Гигински) манастир е един от двата манастира в планината. След реставрирането му през 2019 година е отворен за посещение. Храмовият му празник е на Петдесетница.

## История
Манастирът е изграден през късното Средновековие (XVI-XVII век). Не е известно точното време на неговото основаване, като в турските данъчни документи от XVI в. манастирът не присъства, за разлика от други манастири в района на Радомир. През следващите два века името на манастира започва да се среща в историческите извори. През XIX в. манастирът се обособява като едно от големите духовни средища на областта Мраката.
Радибошкият манастир продължава своето съществуване и след Освобождението, но спира да функционира около началото на 1980-те години. Сградите му са оставени на се рушат и са ползвани за отглеждане на добитък. Годините на безстопанственост и атмосферните условия са довели стенописите в храма до изключително лошо състояние.
През 2016 година е формулирано техническото задание за възстановяването на манастира и през 2019 година то е окончателно завършено и стенописите в храма са реставрирани. Манастирът е осветен е на 23 септември 2019 година от Белоградчишкия епископ Поликарп, викарий на Софийския митрополит, в съслужение с архимандрит Никанор, игумен на Църногорския манастир, основен инициатор на възстановяването на обителта, и други свещеници от Радомирска духовна околия.

## Архитектура
В архитектурно отношение манастирският комплекс се състои от две сгради и църква, която, аналогично на повечето от съвременните ѝ църкви, през XIX век е разширена на запад. Църквата е малка, еднокорабна, едноапсидна, с полуцилиндрично сводово покритие. Строежът е от ломен камък с хоросанова спойка. Според архитектурните данни, църквата принадлежи към типичните в района на горното поречие на река Струма еднокорабни църкви от късното средновековие.
В двора на манастира е запазена красива старинна чешма.
Малките размери на храма са наложили да бъде използван съкратеният живописен регистър. Реставрирани са запазените фрагменти от първоначалната мазилка, по която стоят стенописи от първият живописен слой. Сред съхранените стенописи са в апсидата – част от сцената „Причастие на Апостолите“, незначителен фрагмент от „Богородица Ширшая Небес“; вляво от апсидата – част от сцената „Благовещение“; на южната стена в наоса – частични изображения на прави светци от първия пояс. Запазени са и фризове с няколко светци в медальони, редуващи се с ангели и херувими.

## Галерия
- Входната врата и храмовата икона
- Общ план на интериора
- Стенопис на южната стена
- Стенописи на южната стена
- Свети Димитър и Свети Георги (южна стена)
- Стенописи на източната стена над олтара
- Камбаната пред входа на църквата
- Детайл на камбаната
- Детайл на камбаната